# NGC 1809
NGC 1809 (również PGC 16599) – galaktyka spiralna (Sc), znajdująca się w gwiazdozbiorze Złotej Ryby. Odkrył ją John Herschel 24 grudnia 1834 roku.